# Az idő sodrásában (televíziós sorozat)
Az Idő sodrásában (eredeti címe: Öyle Bir Geçer Zaman ki) egy 2010 és 2013 között vetített igaz történeten alapuló török drámasorozat, melyet Törökországban a Kanal D csatorna mutatott be. Magyarországon az Izaura TV mutatta be 2020. január 27-e és 2021. március 10-e között. 

## Történet
Cemile odaadó feleség, aki mindenáron összetarja családját. Férje, Ali nagyon sokat van távol foglalkozása miatt, a férfi ugyanis tengerész. A házaspárnak négy gyermeke van: Osman, Berrin, Aylin és Mete. Ali egyik útján beleszeret egy fiatal nőbe, aki levélben közli vele, hogy nem tanácsos folytatniuk a viszonyukat. Hazatértekor Cemile érzi, hogy valami nincs rendben férjével. Véletlenül a levelet is megtalálja, azonban az angol nyelven íródott, így nem tudja meg a tartalmát.

## Szereplők
| Szereplő neve            | Színész(nő)           | Magyar hang            |
| ------------------------ | --------------------- | ---------------------- |
| Ali Akarsu               | Erkan Petekkaya       | Gergely Róbert         |
| Cemile Akarsu            | Ayça Bingöl           | Zakariás Éva           |
| Caroline Enke/Akarsu     | Wilma Elles           | Solecki Janka          |
| Berrin Akarsu            | Yıldız Çağrı Atiksoy  | Andrusko Marcella      |
| Mete Akarsu              | Aras Bulut İynemli    | Ungvári Gergő          |
| Aylin Akarsu             | Farah Zeynep Abdullah | Csifó Dorina           |
| Osman Akarsu gyerekként  | Emir Berke Zincidi    | Maszlag Bálint         |
| Osman Akarsu felnőttként | Gün Koper             | Ács Balázs             |
| Soner Talaşoğlu          | Mete Horozoğlu        | Szatmári Attila        |
| Arif Yücel               | Muhammet Uzuner       | Dolmány Attila         |
| Süleyman Demir           | Renan Bilek           | Imre István            |
| Ahmet Taşer              | Tolga Güleç           | Horváth-Töreki Gergely |
| Ekrem Tatloğlu           | Osman Alkas           | Faragó András          |
| Hakan Tatloğlu           | Salih Bademci         | Czető Roland           |
| Neriman Akarsu           | Zeyno Eracar          | Farkasinszky Edit      |
| Kemal Akarsu             | Mehmet Gürhan         | Háda János             |
| Bahar                    | Mine Tugay            | Sallai Nóra            |
| Mesüde Akarsu            | Nilperi Şahinkaya     | Gulás Fanni            |
| Ayten                    | Dila Akbaş            | Tamási Nikolett        |
| Hasefe Akarsu            | Meral Çetinkaya       | Pálos Zsuzsa 1. hang   |
| Hasefe Akarsu            | Meral Çetinkaya       | Rátonyi Hajni 2. hang  |

## Évados áttekintés
| Évad | Évad | Török epizódok száma | Magyar epizódok száma | Eredeti sugárzás     | Eredeti sugárzás | Eredeti sugárzás | Magyar sugárzás   | Magyar sugárzás   | Magyar sugárzás |
| Évad | Évad | Török epizódok száma | Magyar epizódok száma | Évadpremier          | Évadfinálé       | Eredeti adó      | Évadpremier       | Évadfinálé        | Magyar adó      |
| ---- | ---- | -------------------- | --------------------- | -------------------- | ---------------- | ---------------- | ----------------- | ----------------- | --------------- |
|      | 1.   | 38                   | 94                    | 2010. szeptember 14. | 2011. június 21. | Kanal D          | 2020. január 27.  | 2020. június 10.  | Izaura TV       |
|      | 2.   | 41                   | 98                    | 2011. szeptember 6.  | 2012. június 19. | Kanal D          | 2020. június 11.  | 2020. október 29. | Izaura TV       |
|      | 3.   | 41                   | 105                   | 2012. szeptember 4.  | 2013. június 18. | Kanal D          | 2020. október 30. | 2021. március 10. | Izaura TV       |